# Trunking multienllaç
Multi-link trunking (MLT) és una tecnologia d'agregació d'enllaços desenvolupada a Nortel el 1999. Permet agrupar diversos enllaços Ethernet físics en un enllaç Ethernet lògic per proporcionar tolerància a errors i enllaços d'alta velocitat entre encaminadors, commutadors i servidors.
MLT permet l'ús de diversos enllaços (des de 2 fins a 8) i els combina per crear un únic enllaç tolerant a errors amb una amplada de banda més gran. Això produeix connexions de servidor a commutador o commutador a commutador que són fins a 8 vegades més ràpides. Abans de MLT i altres tècniques d'agregació, els enllaços paral·lels eren infrautilitzats a causa de la protecció de bucle del Spanning Tree Protocol.
El disseny tolerant a errors és un aspecte important de la tecnologia Multi-Link Trunking. Si algun o més d'un enllaç falla, la tecnologia MLT redistribuirà automàticament el trànsit entre els enllaços restants. Aquesta redistribució automàtica s'aconsegueix en menys de mig segon (normalment menys de 100 mil·lisegons), de manera que els usuaris finals no noten cap interrupció. Aquesta recuperació d'alta velocitat la requereixen moltes xarxes crítiques on les interrupcions poden causar pèrdues de vides o pèrdues monetàries molt grans a les xarxes crítiques. La combinació de la tecnologia MLT amb les tecnologies Distributed Split Multi-Link Trunking (DSMLT), Split Multi-Link Trunking (SMLT) i les tecnologies R-SMLT creen xarxes que admeten les aplicacions més crítiques.
Una limitació general de l'MLT estàndard és que tots els ports físics del grup d'agregació d'enllaços han de residir al mateix commutador. Les tecnologies SMLT, DSMLT i R-SMLT eliminen aquesta limitació permetent que els ports físics es divideixin entre dos commutadors.

## Trunking multienllaç dividit
L'enllaç troncal multienllaç dividit ( SMLT ) és una tecnologia d'agregació d'enllaços de capa 2 en xarxes d'ordinadors desenvolupada originalment per Nortel com a millora de l'enllaç troncal multienllaç estàndard (MLT) tal com es defineix a IEEE 802.3ad.
L'agregació d'enllaços o MLT permet que diversos enllaços de xarxa físics entre dos commutadors de xarxa i un altre dispositiu (que podria ser un altre commutador o un dispositiu de xarxa, com ara un servidor) es tracten com un únic enllaç lògic i equilibren la càrrega del trànsit a tots els enllaços disponibles. Per a cada paquet que s'ha de transmetre, es selecciona un dels enllaços físics basant-se en un algorisme d'equilibri de càrrega (normalment implica una funció hash que opera sobre la informació de l'adreça MAC d'origen i destinació). Per al trànsit de xarxa real, això generalment dóna lloc a un ample de banda efectiu per a l'enllaç lògic igual a la suma de l'amplada de banda dels enllaços físics individuals. Els enllaços redundants que abans no es feien servir a causa de la protecció de bucle de Spanning Tree ara es poden utilitzar al màxim.
Una limitació general de l'agregació d'enllaços estàndard, MLT o EtherChannel és que tots els ports físics del grup d'agregació d'enllaços han de residir al mateix commutador. Els protocols SMLT, DSMLT i RSMLT eliminen aquesta limitació permetent que els ports físics es divideixin entre dos commutadors, permetent la creació de dissenys de xarxa d'alta disponibilitat de compartició de càrrega activa que compleixin els requisits de disponibilitat de cinc nou.

## Topologies SMLT

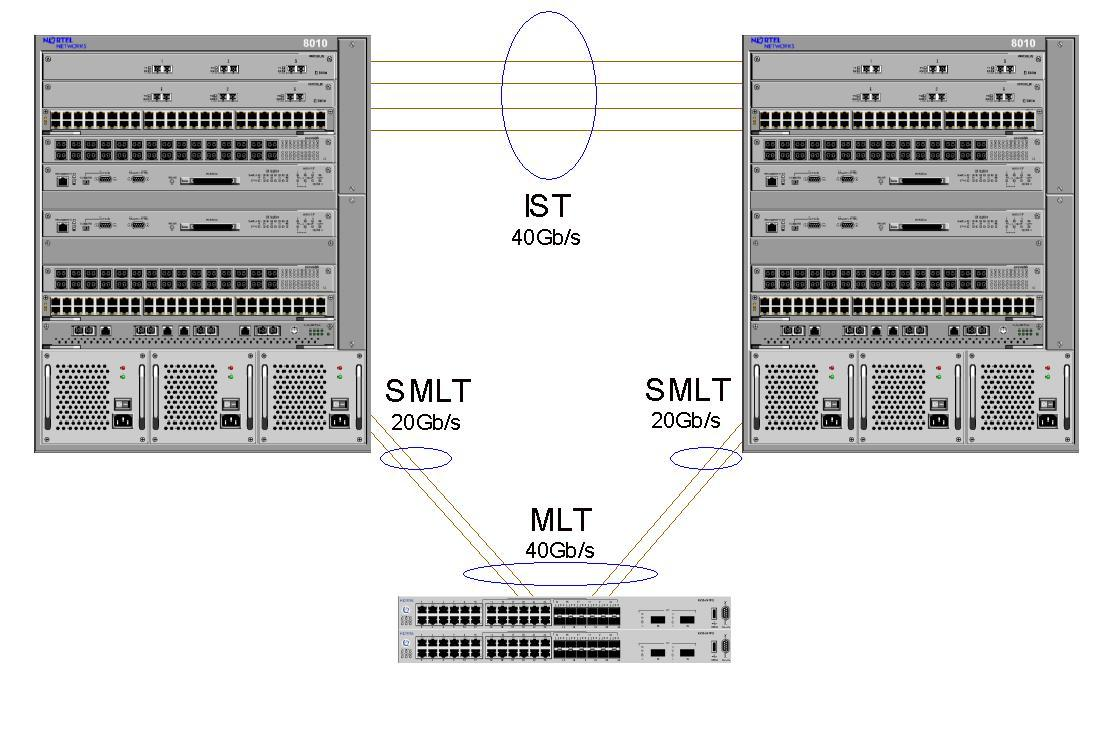
Triangle SMLT entre 3 interruptors Avaya 40 Gbit/s dúplex complet a commutador de vora

Els dos interruptors entre els quals es divideix l'SMLT es coneixen com a commutadors d'agregació i formen un clúster lògic que apareix a l'altre extrem de l'enllaç SMLT com un únic commutador.
La divisió pot estar en un o en ambdós extrems del MLT. Si els dos extrems de l'enllaç estan dividits, la topologia resultant s'anomena "quadrat SMLT" quan no hi ha connexió creuada entre commutadors d'agregació diagonalment oposats, o "malla SMLT" quan cada commutador d'agregació té una connexió SMLT amb tots dos. commutadors d'agregació a l'altre parell. Si només es divideix un extrem, la topologia es coneix com a triangle SMLT.
En un triangle SMLT, l'extrem de l'enllaç que no està dividit no necessita suportar SMLT. Això permet que els dispositius que no són d'Avaya, inclosos commutadors i servidors de tercers, es beneficiïn de l'SMLT. L'únic requisit és que el mode estàtic IEEE 802.3ad sigui compatible.

## R-SMLT
Routed-SMLT ( R-SMLT ) és un protocol de xarxa informàtica desenvolupat a Nortel com a millora per dividir el troncal multienllaç (SMLT) que permet l'intercanvi d'informació de capa 3 entre nodes iguals en un clúster de commutació per a la resiliència i la simplicitat tant per a L3 com per a L3. L2.
En molts casos, el temps de convergència de la xarxa central després d'una fallada depèn del temps que requereix un protocol d'encaminament per convergir amb èxit (canviar o reencaminar el trànsit al voltant de l'error). Depenent del protocol d'encaminament específic, aquest temps de convergència pot provocar interrupcions de la xarxa que van des de segons fins a minuts. El protocol R-SMLT funciona amb SMLT i tecnologies distribuïdes de Split Multi-Link Trunking (DSMLT) per proporcionar una migració per error en menys de segons (normalment menys de 100 mil·lisegons) de manera que els usuaris finals no notin cap interrupció. Aquesta recuperació d'alta velocitat la requereixen moltes xarxes crítiques on les interrupcions poden causar pèrdues de vides o pèrdues monetàries molt grans a les xarxes crítiques.
Topologies d'encaminament RSMLT que proporcionen un concepte d'encaminador actiu-actiu a les xarxes SMLT bàsiques. El protocol admet xarxes dissenyades amb triangles SMLT o DSMLT, quadrats i topologies de malla completa SMLT o DSMLT, amb l'encaminament habilitat a les VLAN bàsiques. R-SMLT s'encarrega del reenviament de paquets en errors de l'encaminador bàsic i funciona amb qualsevol dels tipus de protocol següents: Rutes estàtiques IP Unicast, RIP1, RIP2, OSPF, BGP i RIP IPX.

## Trunking multienllaç distribuït
El trunking multienllaç distribuït ( DMLT ) o MLT distribuït és un protocol de xarxa d'ordinadors propietari dissenyat per Nortel Networks, i ara propietat d'Extreme Networks, que s'utilitza per equilibrar la càrrega del trànsit de xarxa a través de connexions i també a través de múltiples commutadors o mòduls en un xassís. El protocol és una millora del protocol Multi-Link Trunking (MLT).
DMLT permet que els ports d'un tronc (MLT) abastin diverses unitats d'una pila d'interruptors o abastin diverses targetes en un xassís, evitant les interrupcions de la xarxa quan falla un commutador d'una pila o falla una targeta en un xassís.
El DMLT es descriu en una patent dels Estats Units caducada.